# Storhertugdømmet Berg
Storhertugdømmet Berg (tysk: Großherzogtum Berg), også kendt som Storhertugdømmet Kleve og Berg (fransk: Grand-Duché de Berg et de Clèves), var en fransk Satellitstat under kontrol af kejser Napoleon 1. af Frankrig fra 1806 til 1813. Kleve-Berg var medlem af Rhinforbundet, og Düsseldorf var hovedstad.
Hertugdømmet Berg havde været i personalunion med Hertugdømmet Jülich siden 1423. Personalunionen blev ophævet, da Frankrig under Revolutionskrigene indlemmede Jülich (de facto i 1794 og de jure i 1801).
Ved Wienerkongressen i 1815 erhvervede Preussen Kleve-Berg samt halvdelen af Jülich, mens den anden halvdel af Jülich gik til den nederlandske provins Limburg.

## Storhertuger af Kleve-Berg
- Joachim Murat (1806–1808)
- Napoleon Bonaparte (1808–1809)
- Napoléon Louis Bonaparte (1809–1813)
  - Regent: Napoléon Bonaparte

|  | Denne artikel kan blive bedre, hvis der indsættes geografiske koordinater Denne artikel omhandler et emne, som har en geografisk lokation. Du kan hjælpe ved at indsætte koordinater i wikidata. |